# Rhyacophila uchidai
Rhyacophila uchidai là một loài Trichoptera trong họ Rhyacophilidae. Chúng phân bố ở miền Cổ bắc.